# د. دبليو. موريسون
د. دبليو. موريسون هو سياسي كندي، ولد في 28 مايو 1881، وتوفي في 10 أغسطس 1951. انتخب عضو مجلس نواب نوفا سكوتيا.